# تياغو ريبيرو (لاعب كرة قدم)
تياغو ريبيرو هو لاعب كرة قدم برتغالي في مركز الوسط، ولد في 15 يونيو 1992 في زيورخ في سويسرا. شارك مع منتخب البرتغال تحت 16 سنة لكرة القدم ومنتخب البرتغال تحت 17 سنة لكرة القدم ومنتخب البرتغال تحت 18 سنة لكرة القدم. أما مع النوادي، فقد لعب مع سبورتينغ براغا ومومباي سيتي ونادي غراسهوبر زيوريخ.

## وصلات خارجية
- تياغو ريبيرو (لاعب كرة قدم) على موقع قاعدة بيانات كرة القدم.إي يو (الإنجليزية)
- تياغو ريبيرو (لاعب كرة قدم) على موقع Soccerway.com (الإنجليزية)